# Atlas Personal-Jakroo/Saison 2012
Dieser Artikel listet Erfolge und Fahrer des Radsportteams Atlas Personal-Jakroo in der Saison 2012 auf.

## Erfolge in der UCI Europe Tour
| Datum       | Rennen                                   | Kat. | Sieger           |
| ----------- | ---------------------------------------- | ---- | ---------------- |
| 21. Mai     | 2. Etappe An Post Rás                    | 2.2  | Pirmin Lang      |
| 25. Mai     | 6. Etappe An Post Rás                    | 2.2  | Nicolas Baldo    |
| 20.–27. Mai | Gesamtwertung An Post Rás                | 2.2  | Nicolas Baldo    |
| 15. Juni    | 1. Etappe Boucles de la Mayenne          | 2.2  | Pirmin Lang      |
| 17. Juni    | 3. Etappe Tour des Pays de Savoie        | 2.2  | David Rösch      |
| 24. Juni    | Ungarische Meisterschaft – Straßenrennen | CN   | Péter Kusztor    |
| 29. Juli    | 6. Etappe Tour Alsace                    | 2.2  | Jonathan Fumeaux |

## Platzierungen in UCI-Ranglisten
| UCI Continental Circuit | Platz |
| ----------------------- | ----- |
| UCI Africa Tour 2012    | 19    |
| UCI Asia Tour 2012      | 54    |
| UCI Europe Tour 2012    | 53    |

## Zugänge – Abgänge
| Zugänge             | Team 2011                         | Abgänge                        | Team 2012       |
| ------------------- | --------------------------------- | ------------------------------ | --------------- |
| Marcel Wyss         | Geox-TMC                          | Marius Bernatonis              | Fuji Test Team  |
| Michael Bär         | Team NetApp                       | Sébastien Reichenbach          | Maca-Lota       |
| Nicolas Winter      | Partizan Powermove                | Felix Rinker                   | Racing Students |
| Marcel Aregger      | Price your Bike                   | Laurent Beuret                 | Unbekannt       |
| Daniel Henggeler    | Price your Bike                   | Guillaume Dessibourg           | Unbekannt       |
| Jan Keller          | Price your Bike                   | Martial Roman                  | Unbekannt       |
| Bernhard Oberholzer | Price your Bike                   | Christian Schneeberger         | Unbekannt       |
| Patrick Schelling   | Price your Bike                   | Marcel Wyss (bis 7. März)      | Team NetApp     |
| Alain Lauener       | Atlas-Romer’s Hausbäckerei (2009) | Alain Lauener (bis 31. Juli) 1 | Unbekannt       |
| Felix Baur          | Neoprofi                          |                                |                 |
| Simon Pellaud       | Neoprofi                          |                                |                 |

## Mannschaft
| Name                | Geburtstag        | Nationalität |
| ------------------- | ----------------- | ------------ |
| Raphaël Addy        | 16. März 1990     | Schweiz      |
| Marcel Aregger      | 26. August 1990   | Schweiz      |
| Nicolas Baldo       | 10. Juni 1984     | Frankreich   |
| Michael Bär         | 12. März 1988     | Schweiz      |
| Felix Baur          | 12. Mai 1992      | Schweiz      |
| Peter Erdin         | 23. Juli 1990     | Schweiz      |
| Jonathan Fumeaux    | 7. März 1988      | Schweiz      |
| Daniel Henggeler    | 29. Dezember 1988 | Schweiz      |
| Jan Keller          | 18. Mai 1991      | Schweiz      |
| Péter Kusztor       | 27. Dezember 1984 | Ungarn       |
| Pirmin Lang         | 25. November 1984 | Schweiz      |
| Bernhard Oberholzer | 8. September 1985 | Schweiz      |
| Simon Pellaud       | 6. November 1992  | Schweiz      |
| David Rösch         | 5. Dezember 1988  | Deutschland  |
| Florian Salzinger   | 5. Juli 1983      | Deutschland  |
| Patrick Schelling   | 1. Mai 1990       | Schweiz      |
| Nicolas Winter      | 15. Februar 1989  | Schweiz      |